# Archélaos de Comana
Pour les articles homonymes, voir Archélaos.
Archélaos de Comana (en grec Ἀρχέλαος ; mort en janvier/février 55 av. J.-C.) est grand-prêtre du temple de Bellone à Comana du Pont en Asie Mineure de 63 à 55 av. J.-C. et époux de la reine d'Égypte Bérénice IV en 56/55 av. J.-C.

## Origine
Archélaos est le fils et homonyme du général Archélaos, l'un des meilleurs généraux de Mithridate VI qui, soupçonné de trahison par ce dernier, s'était retiré à Rome.

## Client de Rome
Archélaos sert d'abord dans les troupes romaines. Lorsque Pompée s'empare de la cité de Comana dans le royaume du Pont, il élève en 63 av. J.-C. Archélaos à la dignité de grand-prêtre du temple de Mâ, divinité guerrière assimilée à Athéna « Nicéphore » à l'époque hellénistique et à la déesse Bellone par les Romains. Pompée accroit même le domaine sacré en sa faveur d'un territoire de soixante stades.
Archélaos se trouve donc de ce fait investi d'une double autorité, exerçant les fonctions d'un préfet dans ce nouveau territoire, sorte de principauté sacerdotale, et de grand-prêtre, disposant en maître des 6 000 hiérodules qui habitaient la ville de Comana. Ami particulier de Gabinius, personnage consulaire, il s'empresse, quand celui-ci est envoyé en Syrie, de s'y rendre aussi dans l'espoir de prendre part à l'expédition que ce général prépare contre les Parthes ; malheureusement, le Sénat n'autorise pas cette expédition et Archélaos doit renoncer aux avantages promis, mais c'est pour élever encore plus haut son ambition.
Ptolémée XII, père de Cléopâtre VII, vient d'être chassé par les Égyptiens révoltés, et sa fille aînée Bérénice IV, sœur de Cléopâtre, occupe le trône à sa place. Comme on cherche pour elle un époux de sang royal, Archélaos se propose lui-même aux envoyés chargés de cette mission, en se donnant pour fils de Mithridate VI Eupator. Agréé comme tel, il partage durant six mois le trône de cette princesse, après quoi il meurt dès 55 av. J.-C. dans une bataille rangée de la main même de Gabinius revenu en Égypte sur ordre du Sénat pour rétablir Ptolémée XII.
Selon Plutarque, Marc Antoine, qui avait été son familier ami et hôte, fait « chercher son corps et l'honora d'obsèques et funérailles royales ».

## Postérité
Son fils Archélaos hérite à sa mort de la charge de grand-prêtre de Comana, mais il est renversé et remplacé en 47 av. J.-C. par Lycomède, nommé par Jules César.